# Luis Quiñones
Luis Enrique Quiñones (ur. 26 czerwca 1991 w Cali) – kolumbijski piłkarz występujący na pozycji skrzydłowego, reprezentant Kolumbii, od 2024 roku zawodnik meksykańskiej Puebli.

## Kariera klubowa
Quiñones rozpoczynał swoją karierę piłkarską jako dwudziestolatek w klubie Patriotas FC z miasta Tunja, będącym wówczas absolutnym beniaminkiem najwyższej klasy rozgrywkowej. W Categoría Primera A zadebiutował za kadencji szkoleniowca Miguela Augusto Prince'a, 3 lutego 2012 w wygranym 1:0 spotkaniu z Cúcuta Deportivo. W barwach Patriotas spędził rok, będąc jednak głębokim rezerwowym i na boiskach pojawiał się głównie w krajowym pucharze (Copa Colombia). Wobec tego przeniósł się do ekipy Itagüí Ditaires, w której barwach od razu został kluczowym graczem i jednym z czołowych młodych piłkarzy rozgrywek. Premierowego gola w lidze kolumbijskiej strzelił 17 lutego 2013 w wygranej 4:0 konfrontacji z Santa Fe. W styczniu 2014 został zawodnikiem zespołu Atlético Junior z siedzibą w Barranquilli, gdzie występował przez rok jako podstawowy zawodnik formacji ofensywnej, w wiosennym sezonie Apertura 2014 zdobywając tytuł wicemistrza kraju.
Wiosną 2015 Quiñones przeszedł do ówczesnego mistrza Kolumbii – drużyny Independiente Santa Fe ze stołecznej Bogoty. Początkowo był głównie rezerwowym w taktyce trenera Gustavo Costasa, sprawiał również problemy dyscyplinarne (przez tydzień nie pojawiał się na treningach ekipy), lecz w późniejszym czasie zaczął notować udane występy i przekonał do siebie kibiców. Jeszcze w tym samym roku dotarł z Santa Fe do finału krajowego pucharu, zdobył superpuchar Kolumbii – Superliga Colombiana, a także triumfował z ekipą prowadzoną przez Gerardo Pelusso w kontynentalnych rozgrywkach Copa Sudamericana. Sam nie wziął jednak udziału w decydujących meczach, gdyż w listopadzie 2015 władze klubu zdecydowały się dyscyplinarnie rozwiązać z nim kontrakt (zawodnik został przyłapany na zgrupowaniu drużyny pod silnym wpływem alkoholu).
W styczniu 2016 Quiñones wyjechał do Meksyku, podpisując umowę z tamtejszą ekipą Pumas UNAM ze stołecznego miasta Meksyk. W Liga MX zadebiutował 17 stycznia 2016 w wygranym 3:2 meczu z Tolucą, natomiast pierwsze bramki zdobył 13 lutego tego samego roku, w pojedynku z Dorados, również wygranym 3:2, kiedy to dwukrotnie wpisał się na listę strzelców.
| Sezon     | Klub                   | Kraj     | Rozgrywki   | Mecze | Bramki |
| --------- | ---------------------- | -------- | ----------- | ----- | ------ |
| 2012      | Patriotas FC           | Kolumbia | Liga Águila | 3     | 0      |
| 2013      | Itagüí Ditaires        | Kolumbia | Liga Águila | 35    | 10     |
| 2014      | Atlético Junior        | Kolumbia | Liga Águila | 26    | 4      |
| 2015      | Independiente Santa Fe | Kolumbia | Liga Águila | 22    | 3      |
| 2015/2016 | Pumas UNAM             | Meksyk   | Liga MX     |       |        |